# 542246 Kulcsár
542246 Kulcsár è un asteroide troiano di Giove del campo greco. Scoperto nel 2008, presenta un'orbita caratterizzata da un semiasse maggiore pari a 5,2174171 au e da un'eccentricità di 0,0659097, inclinata di 9,75767° rispetto all'eclittica.
L'asteroide è dedicato allo schermidore ungherese Győző Kulcsár, plurimedagliato olimpico.